# David Ospina
David Ospina Ramírez, född 31 augusti 1988 i Itagüí, är en colombiansk fotbollsmålvakt som spelar för Atlético Nacional.

## Karriär
Ospina inledde sin proffskarriär 2005 som ungdomsspelare i klubben Atlético Nacional från Medellin, där han 2007 blev colombiansk mästare. 
Sommaren 2009 värvades han för 1,5 miljoner pund till franska OGC Nice, där han under drygt fem år spelade närmare 200 matcher som ordinarie målvakt innan han år 2014 såldes till engelska Arsenal, för 3 miljoner pund. 
I Arsenal blev han något av en publikfavorit, trots att han i huvudsak var reserv bakom först Wojciech Szczesny och senare Petr Čech. Säsongen 2018/2019 var Ospina utlånad till italienska Napoli. Den 4 juli 2019 blev det en permanent övergång till Napoli för Ospina.
Den 11 juli 2022 värvades Ospina på fri transfer av saudiska Al-Nassr, där han skrev på ett tvåårskontrakt. I juni 2024 blev Ospina klar för en återkomst i Atlético Nacional.